# Stefan Bergman
Stefan Bergman (Częstochowa, 5 de maio de 1895 — Palo Alto, 6 de junho de 1977) foi um matemático polonês.
Trabalhou principalmente com análise complexa.

## Publicações selecionadas
- Bergmann, Stefan (1934), «Über eine in gewissen Bereichen mit Maximumfläche gültige Integraldarstellung der Funktionen zweier komplexer Variabler: I», Mathematische Zeitschrift, 39: 76–94, doi:10.1007/BF01201345, Zbl 60.0275.02,Zbl 0009.26202[ligação inativa] (em alemão), available at GDZ.
- Bergmann, S. (1935), «Über eine in gewissen Bereichen mit Maximumfläche gültige Integraldarstellung der Funktionen zweier komplexer Variabler: II», Mathematische Zeitschrift, 39: 605–608, doi:10.1007/BF01201376, Zbl 61.0372.01[ligação inativa] (em alemão), available at GDZ.
- Bergmann, S. (1936), «Über eine Integraldarstellung von Funktionen zweier komplexer Veränderlichen», Recueil Mathématique (Matematicheskii Sbornik), 1 (43) (6): 851–862, Zbl 62.1220.04, Zbl 0016.17001 (em alemão).